# Rasclet elegant
El rasclet elegant (Sarothrura elegans) és una espècie d'ocell de la família dels sarotrúrids (Sarothruridae).

## Hàbitat i distribució
Habita boscos i vegetació de ribera d'Àfrica Subsahariana, des de Guinea i Sierra Leone, cap a l'est per Bioko i Camerun, fins a Uganda, Kenya i Tanzània, i cap al sud, per Angola, Moçambic i Zimbàbue, fins a Sud-àfrica.